# Щебетун Сергій Володимирович
Сергій Володимирович Щебетун — полковник Національної поліції України, командир Полку поліції особливого призначення Головного управління Національної поліції в Харківській області, учасник російсько-української війни, що відзначився під час російського вторгнення в Україну в 2022 році.
Обіймав посаду заступника командира, а потім — командира полку особливого призначення Головного управління Національної поліції в Харківській області.

## Нагороди
- орден Данила Галицького" (2022) — за особисті заслуги у захисті державного суверенітету та територіальної цілісності України, мужність і самопожертву у волонтерській діяльності[2].